# Croix de Cemboing
La croix de Cemboing est une croix située à Cemboing, en France.

## Localisation
La croix est située sur la commune de Cemboing, dans le département français de la Haute-Saône.

## Historique
L'édifice est classé au titre des monuments historiques en 2006.

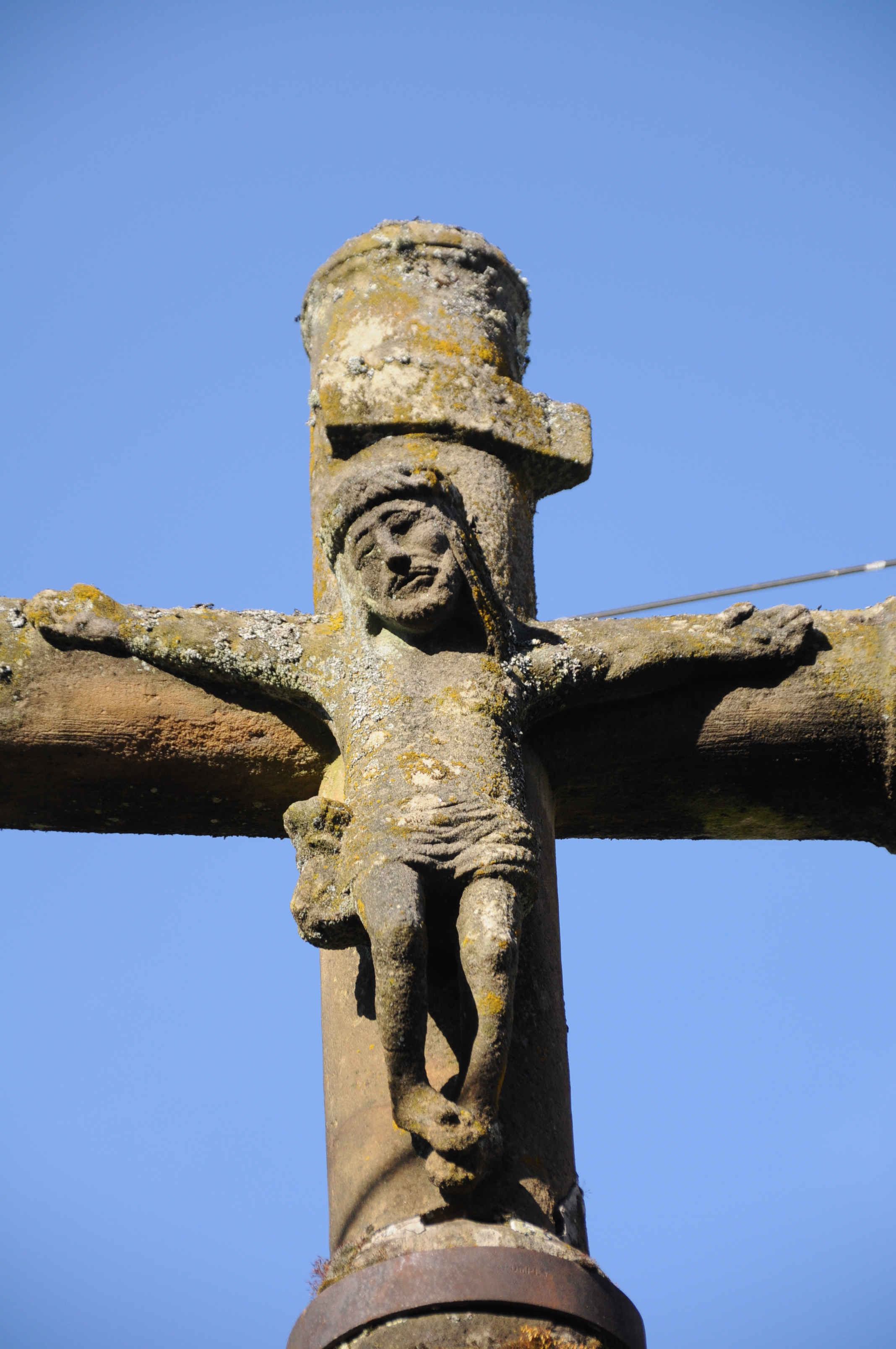
Le Christ